# Eparquía de Jebbeh, Sarba y Joünié
La eparquía de Jebbeh, Sarba y Joünié (en latín: Eparchia Ioubbensis, Sarbensis et Iuniensis Maronitarum y en árabe: الأبرشية البطريركية المرونية نيابة صربا‎) es una circunscripción eclesiástica de la Iglesia católica en Líbano. Se trata de una eparquía maronita, inmediatamente sujeta al patriarcado de Antioquía de los maronitas. Desde el 15 de marzo de 2011 su eparca es el patriarca cardenal Béchara Boutros Raï, de la Orden Maronita Mariamita.

## Territorio y organización
La eparquía extiende su jurisdicción sobre los fieles católicos de rito antioqueno maronita residentes en la parte centro-septentrional de la gobernación del Monte Líbano. Comprende los distritos de Keserwan, Bsharri, Zgharta y parte de Biblos. 
La eparquía está formada por dos secciones separadas, divididas cada una en dos vicariatos patriarcales: la sección sur está compuesta por el vicariato de Sarba (en el distrito de Keserwan) y el de Joünié (parte del Gran Beirut); la sección norte está compuesta por el vicariato de Jebbeh (en Hadath El Jebbeh, distrito de Bsharri) y por el de Ehden-Zgharta. 
La sede de la eparquía se encuentra en la ciudad de Bkerké, en el distrito de Keserwan, en donde reside en invierno el patriarca, mientras que en temporada estival lo hace en Dimane en el valle de Qadisha del distrito de Bsharri. La eparquía no tiene catedral y en Harissa —cerca de Joünié— se encuentra el santuario de Nuestra Señora del Líbano, que es un centro de peregrinación para los fieles de la Iglesia maronita.
En 2021 en la eparquía existían 154 parroquias.

## Historia
Los antecedentes de esta diócesis comenzaron en el monasterio de San Juan Bautista en Harash —distrito de Keserwan— establecido por el patriarca Yousuf Halib al-Akouri en 1642. Hasta principios del siglo XVIII la Iglesia maronita no estaba dividida en diócesis y según el jesuita Giovanni Battista Eliano, enviado del papa Gregorio XIII ante el patriarca maronita en 1578, los obispos no tenían una sede ni un territorio con fronteras claras ni independencia financiera y administrativa y la autoridad del patriarca era absoluta.
En 1736 la Iglesia maronita realizó el sínodo del Monte Líbano en el monasterio de Nuestra Señora en Louaizeh en Keserwan —al que asistió como legado papal el sacerdote maronita José Assemani— en el cual bajo la presidencia del patriarca José Dergham El Khazen se decidió siguiendo las decisiones del Concilio de Trento (1545-1563) la erección canónica de 8 diócesis con límites definidos, cada una con un obispo residente y con autoridad sobre cada diócesis. Una de estas diócesis fue la eparquía de Damasco, que pasó a ser la eparquía patriarcal bajo la administración directa del patriarca y que incluía: Keserwan, Biblos, Bisharri, Zgharta, Koura y Deir el Ahmar. Un obispo auxiliar basado en Keserwan asistía a la ciudad de Damasco.
Entre 1819 y 1837 la eparquía de Tiro y Sidón se volvió la eparquía patriarcal. El 25 de mayo de 1837 la archieparquía de Biblos y Batrún fue suprimida e incorporada a la eparquía patriarcal administrada como vicariato patriarcal de Biblos, transformándose en eparquía patriarcal en 1848. La sede de la eparquía patriarcal fue trasladada el 12 de junio de 1892 a Ashqout (en distrito de Keserwan) por el obispo Pablo Massaad, arzobispo de Hama y obispo de Damasco.
La eparquía de Sarba fue erigida el 12 de diciembre de 1959 con la parte libanesa de la eparquía de Damasco mediante la bula Orientalis Ecclesiae del papa Juan XXIII, y la de Jebbeh fue erigida el 2 de mayo de 1986. 
La eparquía de Baalbek y Zahlé (en 1990 dividida en: eparquía de Zahlé y eparquía de Baalbek-Deir el Ahmar), incluyendo en la gobernación de Becá los distritos de Zahlé, Becá Occidental, Rashaya y Baalbek (este sin incluir el área de Deir el Ahmar), fue separada de la eparquía de Sarba el 4 de agosto de 1977. 
Las eparquías de Sarba y de Jebbeh fueron fusionadas el 9 de junio de 1990 como Jebbeh-Sarba y unidas a la eparquía patriarcal de Batrún (sin Biblos). Renombrada a Jebbeh, Sarba y Joünié como eparquía patriarcal el 5 de junio de 1999 cuando fue unida a la suprimida eparquía de Joünié (erigida el 4 de agosto de 1977) y perdió un sector con el que se erigió la eparquía de Batrún.

## Estadísticas
Según el Anuario Pontificio 2022 la eparquía tenía a fines de 2021 un total de 520 225 fieles bautizados.
| Año                                                                             | Población            | Población | Población      | Sacerdotes | Sacerdotes    | Sacerdotes    | Bautizados por sacerdote | Diáconos permanentes | Religiosos | Religiosos | Parroquias |
| Año                                                                             | Bautizados católicos | Total     | % de católicos | Total      | Clero secular | Clero regular | Bautizados por sacerdote | Diáconos permanentes | Varones    | Mujeres    | Parroquias |
| ------------------------------------------------------------------------------- | -------------------- | --------- | -------------- | ---------- | ------------- | ------------- | ------------------------ | -------------------- | ---------- | ---------- | ---------- |
| 1999                                                                            | 492 989              | ?         | ?              | 272        | 168           | 104           | 1812                     |                      | 238        | 283        | 200        |
| 2000                                                                            | 419 980              | ?         | ?              | 191        | 131           | 60            | 2198                     |                      | 193        | 231        | 142        |
| 2001                                                                            | 357 954              | ?         | ?              | 191        | 131           | 60            | 1874                     |                      | 209        | 141        | 138        |
| 2002                                                                            | 353 500              | ?         | ?              | 189        | 139           | 50            | 1870                     |                      | 171        | 162        | 139        |
| 2003                                                                            | 354 690              | ?         | ?              | 191        | 139           | 52            | 1857                     |                      | 187        | 163        | 139        |
| 2004                                                                            | 375 875              | ?         | ?              | 196        | 144           | 52            | 1917                     |                      | 175        | 172        | 140        |
| 2006                                                                            | 359 200              | ?         | ?              | 193        | 141           | 52            | 1861                     | 2                    | 180        | 173        | 140        |
| 2009                                                                            | 385 258              | ?         | ?              | 231        | 151           | 80            | 1667                     | 9                    | 177        | 80         | 150        |
| 2013                                                                            | 396 250              | ?         | ?              | 227        | 137           | 90            | 1745                     | 19                   | 143        | 77         | 149        |
| 2016                                                                            | 420 594              | ?         | ?              | 211        | 145           | 66            | 1993                     | 21                   | 92         | 77         | 125        |
| 2019                                                                            | 423 000              |           |                | 213        | 148           | 65            | 1985                     | 24                   | 105        | 75         | 150        |
| 2021                                                                            | 520 225              | ?         | ?              | 225        | 159           | 66            | 2312                     | 23                   | 105        | 77         | 154        |
| Fuente: Catholic-Hierarchy, que a su vez toma los datos del Anuario Pontificio. |                      |           |                |            |               |               |                          |                      |            |            |            |

## Episcopologio

### Obispos de Sarba
- Michael Doumith † (11 de diciembre de 1959-25 de febrero de 1989 falleció)

### Obispos de Joünié
- Chucrallah Harb (4 de agosto de 1977-5 de junio de 1999 retirado)

### Obispos de Jebbeh
- Nasrallah Pierre Sfeir (2 de mayo de 1986-9 de junio de 1990)

### Obispos de Jebbeh, Batrun y Sarba
- Nasrallah Pierre Sfeir (9 de junio de 1990-5 de junio de 1999)

### Obispos de Jebbeh, Sarba y Joünié
- Nasrallah Pierre Sfeir (5 de junio de 1999-26 de febrero de 2011 renunció)
- Béchara Boutros Raï, O.M.M., desde el 15 de marzo de 2011